# TNA King of the Mountain Championship
Die TNA King of the Mountain Championship war ein Wrestling-Titel der US-amerikanischen Promotion Total Nonstop Action Wrestling (TNA). Der Titel wurde am 23. Oktober 2008 bei Impact! als TNA Legends Championship eingeführt. Später wurde der Titel in "TNA Global Championship" und „TNA Television Championship“ umbenannt. Wie im Wrestling allgemein üblich erfolgt die Vergabe nach einer zuvor bestimmten Storyline.

## Geschichte
Der Titel wurde während einer Fehde zwischen den jungen Talenten (der TNA Frontline) und älteren Veteranen des Wrestling (der Main Event Mafia) von TNA Wrestling eingeführt. Booker T hatte in den Wochen der Fehde immer einen Stahlkoffer bei sich. Bei TNA iMPACT! am 23. Oktober 2008 holte Booker T den Titelgürtel aus dem Stahlkoffer und stellte ihn als TNA Legends Championship vor. Darauf folgend erklärte er sich selbst zum ersten Champion. Er fuhr fort, dass der Titel ihm gehöre und er ihn nur zu verteidigen brauche, wenn er es will. Am 15. März 2009 besiegte ihn AJ Styles bei der Großveranstaltung Destination X, um den Titel zu gewinnen. In der Impact-Ausgabe vom 19. März 2009 wurde AJ Styles zum ersten TNA Grand Slam Champion gekürt, weil er die World Heavyweight Championship, die TNA World Tag Team Championship, die TNA X Division Championship sowie die Legends Championship gewinnen konnte. Daraufhin verkündete Jim Cornette, dass der Titel nun ein offiziell von TNA kontrollierter Titel sei aufgrund des zuvor abgeschlossenen Vertrages zwischen Bookter T und AJ Styles. In der Impact-Ausgabe vom 29. Oktober 2009 benannte der amtierende Champion Eric Young den Titel in TNA Global Championship um und verkündete, dass er den Titel weder auf US-amerikanischen Boden noch gegen einen amerikanischen Wrestler verteidigen werde. Kurz darauf wurde die Umbenennung von TNA Wrestling anerkannt. Vergleichbare Titel sind die WCW TV-Championship und die WWF European Championship, letztere wurde sogar ursprünglich nach ähnlichen Vorgaben vergeben. Am 29. Juli 2010 wurde der Titel in TNA Television Championship umbenannt. Am 3. Juli erklärte TNA Executive Director Kurt Angle den Titel inaktiv. Kurz vor Slammiversary XIII am 28. Juni 2015 gab TNA bekannt, dass der Titel künftig unter dem Namen TNA King Of The Mountain Championship ausgefochten und damit wieder reaktiviert wird. Bei der Impact-Ausgabe vom 18. August, welche am 12. August aufgezeichnet wurde, wollte der TNA King of the Mountain Champion Lashley, welcher gleichzeitig auch TNA World Heavyweight- und TNA X Division Champion war, die drei Titel vereinigen. Dieser Wunsch wurde ihm vom TNA-Präsidenten Billy Corgan verweigert, worauf hin Lashley die TNA X Division Championship und TNA King of the Mountain Championship zu Boden warf. Am darauffolgenden Tag wurde der völlig neue Impact Grand Championship vorgestellt, der den TNA King of the Mountain Championship ersetzen wird, womit der TNA King of Mountain Championship endgültig deaktiviert wurde.

## Titelstatistiken
| Rekord                  | Rekordhalter         | Einheit               |
| ----------------------- | -------------------- | --------------------- |
| Meiste Titelgewinne     | Eric Young           | 3 mal                 |
| Längste Regentschaft    | Abyss                | 396 Tage              |
| Kürzeste Regentschaft   | PJ Black und Lashley | 1 Tag                 |
| Ältester Titelträger    | Kevin Nash           | 50 Jahre und 38 Tage  |
| Jüngster Titelträger    | Bram                 | 29 Jahre und 226 Tage |
| Schwerster Titelträger  | Abyss                | 159 Kilogramm         |
| Leichtester Titelträger | Robbie E             | 84 Kilogramm          |

## Liste der Titelträger
| #  | Champion          | Nr. | Tage | Datum des Titelgewinns | Ort            | Veranstaltung           | Bemerkung |
| -- | ----------------- | --- | ---- | ---------------------- | -------------- | ----------------------- | --- |
| 1  | Booker T          | 1   | 143  | 23. Oktober 2008       | Las Vegas, NV  | TNA Impact              | Booker T erklärte sich zum ersten Champion, nachdem er den Titelgürtel enthüllt hatte. |
| 2  | AJ Styles         | 1   | 126  | 15. März 2009          | Orlando, FL    | Destination X           | |
| 3  | Kevin Nash        | 1   | 3    | 19. Juli 2009          | Orlando, FL    | Victory Road            | |
| 4  | Mick Foley        | 1   | 25   | 22. Juli 2009          | Orlando, FL    | TNA Impact              | Durfte in einem Tag Team-Match zusammen mit Bobby Lashley das Team um Kevin Nash und Kurt Angle besiegen. Dabei pinnte er Nash und sicherte sich den Titel. Ausgestrahlt am 30. Juli 2009. |
| 5  | Kevin Nash        | 2   | 63   | 16. August 2009        | Orlando, FL    | Hard Justice            | |
| 6  | Eric Young        | 1   | 101  | 18. Oktober 2009       | Irvine, CA     | Bound for Glory         | Young benannte den Titel in der Impact-Ausgabe vom 29. Oktober 2009 in "TNA Global Championship" um. |
| 7  | Rob Terry         | 1   | 167  | 27. Januar 2010        | Cardiff, Wales | Houseshow               | |
| 8  | AJ Styles         | 2   | 145  | 13. Juli 2010          | Orlando, FL    | TNA Impact              | Ausgestrahlt am 22. Juli 2010. Styles benannte den Titel in der Impact-Ausgabe vom 29. Juli in "TNA Television Championship" um. |
| 9  | Douglas Williams  | 1   | 35   | 5. Dezember 2010       | Orlando, FL    | Final Resolution        | |
| 10 | Abyss             | 1   | 64   | 9. Januar 2011         | Orlando, FL    | Genesis                 | Abyss ersetzte hierbei den verletzten AJ Styles. |
| —  | Titel vakant      | —   | —    | 14. März 2011          | Orlando, FL    | TNA Impact              | Der Titel wurde vakant erklärt, nachdem Abyss laut Storyline verletzt den Titel nicht mehr verteidigen konnte. Ausgestrahlt am 17. März 2011. |
| 11 | Gunner            | 1   | 65   | 14. März 2011          | Orlando, FL    | TNA Impact!             | Besiegte Murphy und Rob Terry in einem Three-Way Match, um den vakanten Titel zu gewinnen. Ausgestrahlt am 17. März 2011. |
| 12 | Eric Young        | 2   | 180  | 17. Mai 2011           | Orlando, FL    | Impact Wrestling        | Ausgestrahlt am 27. Mai 2011. |
| 13 | Robbie E          | 1   | 126  | 13. November 2011      | Orlando, FL    | Turning Point           | |
| 14 | Devon             | 1   | 192  | 18. März 2012          | Orlando, FL    | Victory Road            | |
| —  | Titel vakant      | —   | —    | 26. September 2012     | Orlando, FL    | www.impactwrestling.com | Der Titel wurde für vakant erklärt, nachdem der bisherige Titelträger Devon TNA verließ. |
| 15 | Samoa Joe         | 1   | 70   | 27. September 2012     | Orlando, FL    | Impact Wrestling        | Besiegte Mr. Anderson in einem Match um den vakanten Titel. |
| 16 | Devon             | 2   | 179  | 6. Dezember 2012       | Orlando, FL    | Impact Wrestling        | |
| 17 | Abyss             | 2   | 396  | 2. Juni 2013           | Boston, MA     | Slammiversary XI        | Nach Abyss' Titelgewinn wurde der Titel weder verteidigt noch erwähnt. |
| —  | Titel eingestellt | —   | —    | 3. Juli 2014           | —              | —                       | TNA Executive Director Kurt Angle erklärte den Titel inaktiv. |
| 18 | Jeff Jarrett      | 1   | 29   | 28. Juni 2015          | Orlando, FL    | Slammiversary XIII      | Jeff Jarrett gewann ein King Of The Mountain Match gegen Bobby Roode, Eric Young, Drew Galloway und Matt Hardy um den reaktivierten Titel zu gewinnen. |
| —  | Titel vakant      | —   | —    | 27. Juli 2015          | Orlando, FL    | TNA Impact              | Jeff Jarrett gab den Titel auf, da er das Kapitel TNA hinter sich lassen wollte. |
| 19 | PJ Black          | 1   | 1    | 27. Juli 2015          | Orlando, FL    | Impact Wrestling        | Black besiegte Chris Masters, Eric Young, Lashley und Robbie E um den vakanten Titel zu gewinnen. |
| 20 | Bobby Roode       | 1   | 162  | 28. Juli 2015          | Orlando, FL    | Impact Wrestling        | |
| 21 | Eric Young        | 3   | 73   | 6. Januar 2016         | Bethlehem, PN  | Impact Wrestling        | |
| 22 | Bram              | 1   | 35   | 19. März 2016          | Orlando, FL    | Impact Wrestling        | Dies war ein Falls Count Anywhere Match. Die Ausgabe wurde am 12. April 2016 ausgestrahlt. |
| 23 | Eli Drake         | 1   | 82   | 23. April 2016         | Orlando, FL    | Impact Wrestling        | Drake löste seinen Feast-or-Fired-Koffer für ein TNA King of the Mountain Championship-Match ein. Die Ausgabe wird am 31. Mai 2016 ausgestrahlt. |
| 24 | James Storm       | 1   | 28   | 14. Juli 2016          | Orlando, FL    | Impact Wrestling        | Ausstrahlung am 4. August 2016 |
| 25 | Lashley           | 1   | 1    | 11. August 2016        | Orlando, FL    | Impact Wrestling        | Dies war ein "Winner Take All"-Match, bei dem Lashleys TNA World Heavyweight Championship ebenfalls auf dem Spiel stand. |
| —  | Titel eingestellt | —   | —    | 12. August 2016        | —              | —                       | Als Billy Corgan Lashley den Wunsch verweigerte, den TNA King of the Mountain Championship mit dem TNA World Heavyweight Championship und TNA X Division Championship vereinigen zu dürfen, warf der Champion den Titel zu Boden. Am darauf folgenden Tag wurde der Titel deaktiviert. (Ausstrahlung am 18. August 2016). |